# سون تونغ إم تي بي

سون تونغ إم تي بي هو ممثل ومغني فيتنامي ولد في 5 يوليو 1994.